# Lombardgroefbij
De lombardgroefbij (Halictus langobardicus) is een vliesvleugelig insect uit de familie Halictidae. De wetenschappelijke naam van de soort is voor het eerst geldig gepubliceerd in 1944 door Blüthgen.